# Guaraína Sport Club
Guaraína Sport Club foi uma agremiação esportiva da cidade do Rio de Janeiro.

## História
O clube foi formado por funcionários do Laboratório Raul Leite & Cia. Guaraína era um dos produtos do Laboratório. Disputou o Torneio Aberto de Futebol do Rio de Janeiro de 1937.

## Estatísticas

### Participações
| Competição     | Temporadas | Melhor campanha     | Estreia | Última | P | R |
| Torneio Aberto | 1          | Desconhecido (1937) | 1937    | 1937   | – | – |